# 야마테촌 (히로시마현)
야마테촌(山手村)은 히로시마현 누마쿠마군에 설치되었던 촌이다. 1942년 7월 1일 야마테촌과 고분촌이 후쿠야마시로 편입합병되고 소멸하였다.